# Gannys
Gannys war ein Erzieher des nachmaligen römischen Kaisers Elagabal, der bei dessen Usurpation gegen Macrinus eine Rolle spielte. Einzige Quelle zum Leben des Gannys ist Cassius Dio.
Nach der kurzen Zusammenfassung bei Cassius Dio (Dio LXXIX 6) war Gannys für die Erziehung des Jungen verantwortlich. Elagabals Vater Sextus Varius Marcellus war bereits vor dessen Thronbesteigung verstorben, Cassius Dio sagt dem Gannys ein eheähnliches Verhältnis zu Elagabals Mutter Julia Soaemias nach. Daher soll Elagabal auch zunächst geplant haben, ihn mit seiner Mutter zu verheiraten und ihm den Titel eines Caesar zu geben. Allerdings habe ihn Gannys nach seiner Erhebung zum Kaiser zu einem angemessen Lebensstil anhalten wollen, daraufhin habe Elagabal den ehemaligen Vertrauten eigenhändig getötet.
Gannys soll dem Luxus zugeneigt gewesen sein und gerne Bestechungen entgegengenommen haben. Bei der Usurpation gegen Macrinus brachte er Elagabal ins Lager der Legio III Gallica und stachelte den Aufstand an.
Bei der Entscheidungsschlacht gegen Macrinus kommandierte Gannys die Truppen, obwohl er nach Cassius Dio keinerlei militärische Erfahrung hatte (Dio LXXVIII 38, 3). Die Soldaten Elagabals standen am Rand einer Niederlage, konnten aber durch das Eingreifen von Julia Soaemias und deren Mutter Julia Maesa, die bei Elagabal waren, an der Flucht gehindert werden und blieben dann am Ende siegreich.